# Wash Off the Lies
Wash Off the Lies är hardcorebandet Intensitys andra studioalbum, utgivet 1998 på Bad Taste Records. Skivan utgavs som 10"-vinyl av Putrid Filth Conspiracy samma år.

## Låtlista
1. "Conform" - 1:43
2. "Silence = Consent" - 1:54
3. "In a Country Far Away" - 1:30
4. "Unheard & Unspoken" - 1:15
5. "Direct Your Anger" - 1:51
6. "Who's the Consumer" - 0:51
7. "Take It Back" - 1:00
8. "Expectations" - 2:02
9. "Overdose" - 1:14
10. "Camps of Extinction" - 1:12
11. "Walls of Fear" - 1:36
12. "I Resign" - 1:27
13. "Words" - 1:30
14. "Two Way Street" - 1:31
15. "Regrets" - 1:32
16. "Resist Control" (Lifes Blood-cover) - 0:45

### Fotnoter
1. ↑  ”Wash Off the Lies”. Discogs.com. http://www.discogs.com/Intensity-Wash-Off-The-Lies/release/1220174. Läst 8 januari 2012.